# Majaland Kownaty
Majaland Kownaty est un parc à thème ouvert en 2018, situé dans le village de Kownaty, dans la commune de Torzym, dans la voïvodie de Lubusz en Pologne. Une partie du parc est en intérieur, lui permettant d'être ouvert toute l'année. Le thème du parc est basé sur le personnage de Maya l'abeille et d'autres personnages issus des animations développées par Studio 100,. Majaland Kownaty doit faire partie d'un ensemble plus vaste baptisé Holiday Park Kownaty,.

## Histoire
La construction du parc a commencé par la conduite symbolique d'un engin le 22 septembre 2016, suivie de la première pierre le 8 décembre 2016.
En mai 2018, la construction du hall intérieur a été achevée. En juin 2018, les premières attractions sont arrivées sur le site.
Le 29 septembre 2018, le parc a été ouvert aux visiteurs,, tandis que la construction des montagnes russes en bois, qui sont une copie miroir des montagnes russes Heidi the Ride à Plopsaland De Panne, était toujours en cours. Lors de l'ouverture, le parc avait une superficie de 30 ha.
Fin juin 2019, des plans pour une nouvelle zone extérieure sont apparus : Wickieland sur le thème du personnage de Wicki et comprenant la construction de nouvelles attractions : Disk'O de Zamperla et Splash Battle de Mack Rides.
Le 29 juin 2019, le parc a été ouvert par les montagnes russes en bois Wilkołak,.
À la fin de septembre 2019, il a été annoncé qu'en 2022, un deuxième site de Majaland serait construit en Pologne, à Góraszka, près de Varsovie.

## Attractions

### Montagnes russes
| Nom                    | Type                 | Constructeur                 | Année |
| ---------------------- | -------------------- | ---------------------------- | ----- |
| Rollercoaster Wikingów | Assises en intérieur | Zierer                       | 2018  |
| Wilkołak               | Bois                 | Great Coasters International | 2019  |

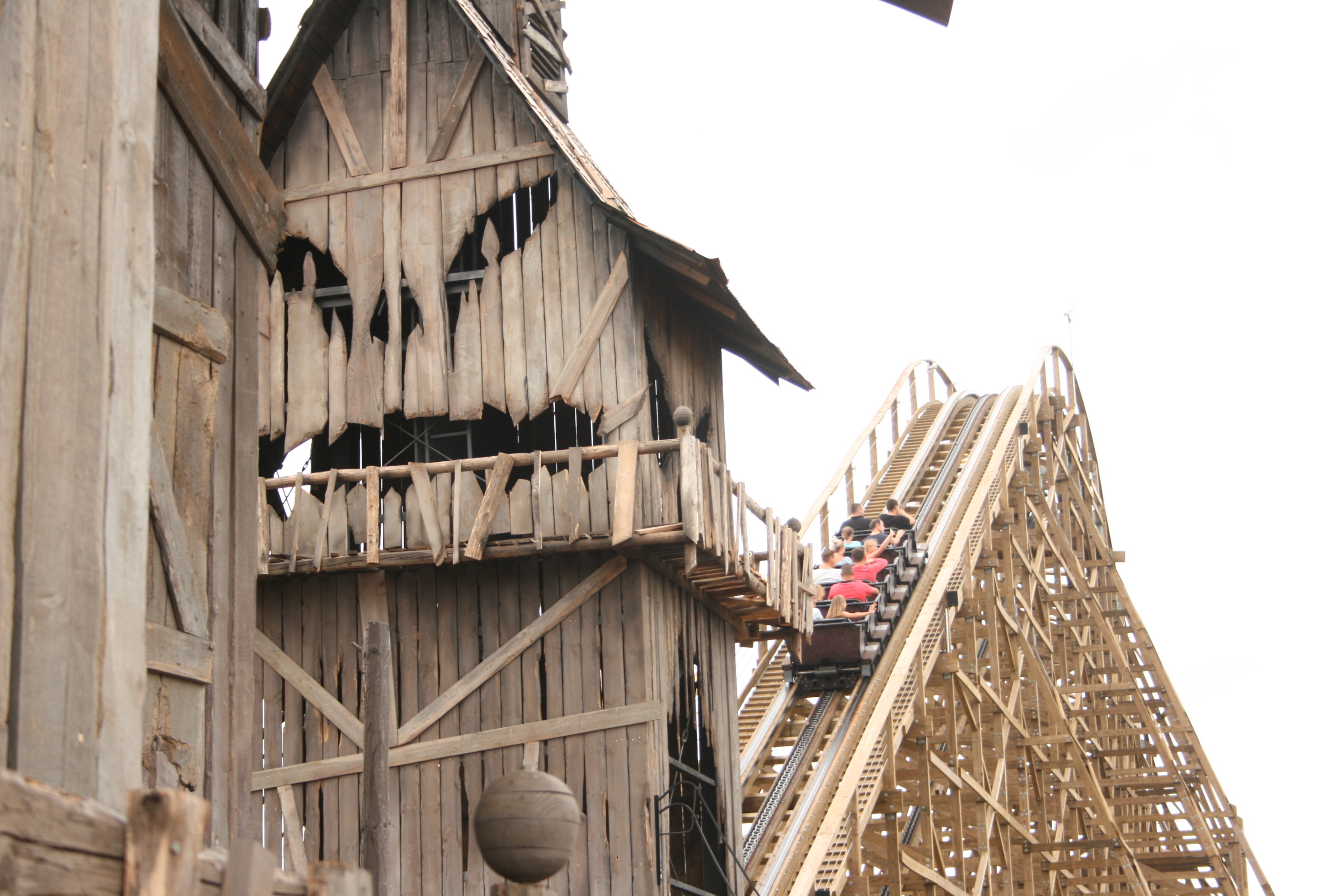
Wilkołak

### Autres attractions
- Farma Heidi - mini zoo

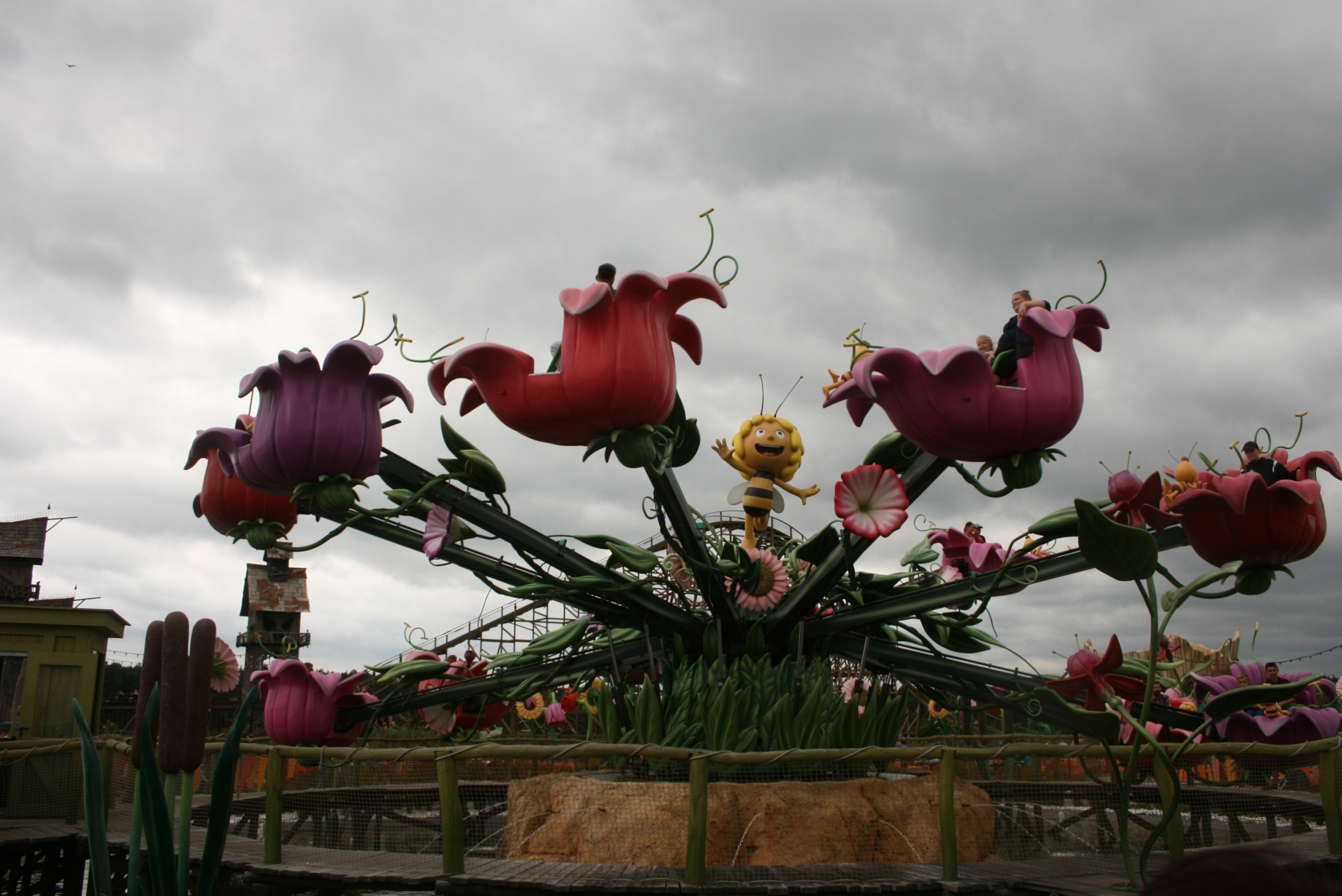
Karuzela Kwiatów

- Klasa Heidi - activités éducatives pour les enfants
- Tańcząca fontanna - fontaine interactive
- Karuzela Kwiatów - manège
- Mali strażacy - attraction interactive sur les pompiers
- Przygoda z Filipem - chevaux galopants
- Plac zabaw Gucia - aire de jeux
- Miasteczko samochodowe - piste pour apprendre les règles de circulation pour les enfants
- Wulkan - structure d'escalade en forme de cône
- Zakręcona farma - carrousel
- Teatr - scène de spectacle présentant des personnages de Studio 100
- Karuzela motyli - chaises volantes
- Plac zabaw Mai - aire de jeux
- Las zabaw - parcours d'obstacles
- Kulki - piscine à boules
- Samochodziki - voitures électriques
- Super ślizg - toboggan
- Szkoła latania - Magic Bikes
- Totem Wikingów - tour de chute libre junior
- Tratwa - radeau sur un petit étang
- Wielki Drakkar - Rockin' Tug
- Żabki - Jump Around
- Łódeczki - balade en bateaux
- Łodzie Wikingów - carrousel sur l'eau de petits drakkars